# BLOOD+ ONE NIGHT KISS
『BLOOD+ ONE NIGHT KISS』（BLOOD+ One Night Kissとも表記、ブラッドプラス ワン ナイト キス）は、グラスホッパー・マニファクチュアによって開発され、2006年8月31日にバンダイナムコゲームスから発売されたPlayStation 2専用ゲームソフトである。

## 概要
テレビアニメ『BLOOD+』のメディアミックスの一環として制作された作品の一作。同作品の第7話の終了後、ベトナムへ渡るまでのとある一夜に発生した事件を描く、オリジナルストーリーとなっている。ゲームジャンルはアクションアドベンチャーで、プレイ人数は1人。ストーリーは、戦闘に際して刀と体術を用いる小夜パートと銃を用いる青山パートのシナリオが、交互に切り替わりながら進行する。
ディレクター・シナリオライターはグラスホッパー・マニファクチュアの須田剛一が務める。須田の手掛けた作品では『ムーンライトシンドローム』以来の日本を舞台とした現代劇であり、同作で描かれた「ニュータウンという地場の中で人が狂っていく姿」を翼手という存在に置き換え、『BLODD+』の世界観で再現するという試みでもある。原作アニメの監督である藤咲淳一は須田に「好きなように作ってください。ただ、グラスホッパーさんなんで、やり過ぎないように」と言っていたという。
前月には『BLOOD+ 双翼のバトル輪舞曲』が発売されているが、本作は戦闘のみならず探索要素も備えているなど様々な点が異なる。また、『双翼のバトル輪舞曲』は原作アニメの絵柄を3Dで表現していたが、本作はトゥーンレンダリングを用いており、グラスホッパー・マニフェクチュアが過去に開発した『killer7』風のタッチとなっている。これはバンダイナムコゲームスからの「『killer7』のタッチが『BLOOD+』に合っている」という話を受けてのものである。しかしグラスホッパー・マニフェクチュアは『killer7』のPS2版にはほぼ携わっていなかったため、PS2向けに新たに開発した描画エンジンを使っている。
アニメ版にある残酷描写は、対象年齢を下げるために大幅に抑えられている。具体例として、翼手の血の色が赤から黄色に変更されており、刀で肉体を切断するといった表現も皆無に等しく翼手の部位破壊はその部分から泡が霧散するような演出で表現され、実際には部位は破壊されない。これは「土6のアニメはティーンエイジャーが観る作品である」という須田の意向によるものである。これと同様の傾向は、『双翼のバトル輪舞曲』でも見られる。

## システム
ゲームの流れ
ストーリーは小夜と青山の章を交互に繰り返しながら進行する。各章は翼手化して対決するキャラクターの名前表示と共に始まり、アドベンチャーパートによる探索に移る。アドベンチャーパートとクリアすると、翼手との対決であるバトルパートに移行する。翼手を倒すと章クリアとなり、セーブを挟んでもう一方の主人公の視点に移る。ごく一部、バトルパートの無い章もある。
ゲームの難易度は「adventure mode」と「action mode」から選択可能。前者は難易度が低く、ストーリーを追いやすい。後者は難易度が高く、プレイヤーの腕前を求められる。
アドベンチャーパート
学園内や市内を自由に歩き回るパート。NPCに話しかけたり目的地に向かうなどで条件を達成するとストーリーが進行する。ストーリーが進むと各所のマンホールから「実験動物体」との戦いに挑めるようになり、ストーリー進行には実験動物体の全滅も必須になる。各章には任意で行うサブイベントが用意されており、クリアするとコスチュームが手に入る。手に入れたコスチュームは小夜、青山それぞれの拠点で着替え可能。小夜は様々な学校の制服、青山はTシャツが用意されている。実験動物体との戦いで受けたダメージは自動販売機で回復可能。セーブは小夜の場合は随所でチェロを弾いているハジに話しかけて、青山の場合は随所にある喫煙所で赤間に電話して行う。
このパートの導入は『ムーンライトシンドローム』でやれなかった「フルポリゴンの現代の街をフリーランニングで歩き回る」を実現するという意図もある。
バトルパート
敵との対決パート。ボスキャラクターである翼手の他、雑魚モンスターにあたる実験動物体との戦いになるとこのパートに移行する。小夜は刀と体術、青山は銃撃で敵にダメージを与えていく。こちらの体力が無くなると敗北してゲームオーバーとなる。コンティニューは無く負けた場合はタイトル画面に戻り、セーブした場所からやり直しとなる。
翼手は部位を一つずつ破壊していき、最後に後述のトドメモードを経なければ倒せない。特定の仕掛けを用いるなどの手順が必要な場合もある。破壊部位や別の手順は敵の体力ゲージのアイコンに表示される。小夜は普通に攻撃しても翼手にダメージは与えられず、攻撃を当ててBLOODメーターを溜め、覚醒モードに入らなければならない。覚醒モードになると素早い連撃が可能になり、翼手の部位にダメージを与えられるようになる。青山は攻撃を当てればダメージを与えられる。
敵の体力を削り切ってもすぐには勝利にはならず、特定のタイミングで出るアイコンに合わせて△ボタンを押し、トドメモードに入らなければならない。青山の場合は即座に戦闘が終了するが、小夜の場合は画面に表示された通りのコマンドを入力する必要があり、成功すると翼手は結晶化して崩壊し、完全に倒せる。失敗すると戦闘が続行する。
実験動物体は翼手よりも弱く、普通に攻撃を当てて体力を削れば倒せる。実験動物体を全滅させると戦闘が終了し、操作キャラが成長する。
2周目
一度エンディングを迎えると、タイトル画面から2周目が選択可能になる。2周目はタイトルが『BLOOD+ PERFECT KISS』に変化し、小夜と青山の初期の服装も変わる（小夜は制服が冬服に、青山はスーツではなくプロテクターで身を固める）。一部イベントや演出、エンディングも1周目とは異なったものとなっている。ただし、1周目のモードに関わらず難易度は強制的に上昇した状態で始まる。翼手のカラーリングも変わる。
ブルーマウンテンモード
2周目をクリアすると解禁されるモード。青山を操作して作中の翼手を（小夜のみが戦った翼手や青山が倒せなかった翼手も含めて）順番に倒していく。ライフの回復は無く、負けるかラストボスを倒すと終了。このモードでは青山も体術やハジガードが使える。クリアすると小夜のコスチュームが解禁される。

## あらすじ
S玉県の式ニュータウン付近のハイウェイにて、猛スピードを出していた乗用車がトラックと衝突事故を起こす。壊れたトラックからは裸の少女が現れ、川へと身を投げた。翌日、公安警察の刑事・青山轟が例の事故現場近辺の河原にて、ホームレスと思しき島村耕一に聞き込みをしていた。青山は数年前に怪物にパートナーを殺され、その仇を追い求めていた。そして式市では化物による事件が頻発しており、その情報を基に青山は式市にやってきたのだった。一方、その怪物が翼手であるという情報を得た「赤い盾」は小夜を式市に送り込んでおり、彼女を乗せた飛行機が丁度到着するところであった。
式東高校に一日限りの編入で潜り込んだ小夜は、同じクラスの福岡ツバサと友達になる。しかし街には既に数多くの翼手が存在し、学園内でも翼手化した生徒や教師と遭遇する。これらを切り伏せた小夜は、タイムリミットとなる翌日の夜明けまでに式市の翼手を全滅させるべく街を奔走する。青山も翼手と戦いつつ仇敵である翼手・秦一郎を追い求めて捜査を続けるが、二人の戦いはやがて街を覆う巨大な闇を顕にしていく。
夜明けが迫る中、とうとう青山は秦を打ち倒すが動き出した黒幕によって撃たれてしまう。一方の小夜は最後の翼手を追い詰めるがそれはツバサであり、悲壮な戦いの末に倒す。青山は傷付いた体を押し、実は黒幕であった島村の待つ河原に殴り込むも、シュヴァリエである島村にはダメージを与えられず敗れる。だが、そこに小夜が駆け付け、後を託して息絶える。小夜は他人を虫けらのように扱う島村に激怒し、式市での最後の戦いに挑む。
（1周目）しかし勝利した直後に小夜は気を失い、「OMORO」の店先で目を覚ます。カイとリクによると小夜はずっと寝言を言っていたという。小夜は恥ずかしがりつつ、今まで見ていた夢を思い出として残しておく。
（2周目）島村を倒した小夜はもう動かない青山とキスを交わし、そして気を失う。「OMORO」の店先で目を覚ました小夜は「リーゼントのおっさんとキスしちゃった」と言い出し、カイは卒倒する。そしてあの河原にて青山は目を覚まし、小夜との出会いと自分が無駄死にではなかったという事実に満足しながら、しかしやはり死にたくはないという本音も漏らしつつ光となって消えていく。

## 登場人物

### 主要人物
音無 小夜（声：喜多村英梨）
原作『BLOOD+』の主人公で、本作の主人公の一人。沖縄のコザ商業高校に通う高校生。翼手を掃討する決意のもと、式東高校に編入生としてやってきた。刀を振るって翼手と戦う。
青山 轟（声：橋本じゅん）
ゲームオリジナルキャラクターで、本作のもう一人の主人公。公安の特殊広域捜査を担当する刑事だが長いリーゼント頭にサングラスという容貌や、その破天荒な行動からおおよそ刑事には見えないが正義感は強く、悪を許さない熱い心を持つ。数年前より、頻発する不可解な事件を担当。パートナーの紅を化物（翼手）に殺されており、その際に自身も半殺しにされている。化物の出現情報を独自に入手し、式ニュータウンへやってくる。小夜とは別視点から謎を追う。普通の人間であるため、翼手を殺す手段は持たない。戦闘においてもあくまで翼手に損傷を与えて無力化するのみであり、倒した翼手は「赤い盾」に引き渡すなどで処理する（一部の翼手は直接倒している）。武器はショットガンを使用。2周目ではグレネードランチャーに変わる。
小夜とは対極になるように作られたキャラクターで、リーゼントは『喧嘩番長』へのリスペクトによるもの。

### 式東高校
福岡 ツバサ（声：新谷真弓）
式東高校に通う女子高生。編入してきた小夜と早々に仲良くなる。しかしその正体は式市の翼手を統率する翼手であり、特にオス型翼手を従わせる能力を持つ。深夜に小夜へと連絡を取り、翼手に襲われているように装っては次々と「彼氏」を小夜に嗾ける。それが全て倒されると小夜を教室に呼び出し、自身の境遇を語ると共に戦いを挑んで来る。母親は父親から暴行を受けており、その母親から鬱憤を晴らすように何倍も凄惨な虐待を幼少期から受けていた。その末に両親を自ら殺した過去を持つ。
戦闘においては銀色の翼手となるが、ダメージを受けると金色に変化する。この状態になると小夜の攻撃も一切受け付けなくなるも、デヴィッドの作戦により彼女の携帯電話に鳴らし、気を逸らした隙に斬り倒された。最期は人間の姿に戻り、携帯電話を通じて「次は本当の友達になりたい」と小夜に告げるも返答は無く、寂しげな様子で結晶化した（小夜は彼女の死後に「友達にはなれないよ」と呟いた）。2周目では小夜に「今でも、これからもずっと親友」と告げられ、「小夜に殺されて救われた」と言い残して結晶化する。
保岡 昭仁（声：ムロツヨシ）
小夜が編入した高校の国語教師。女子バスケ部の顧問。自身の教師としての立場にしか頭に無く、小夜を体育館に呼び出しては極めて自分勝手な理論を展開して強引にバスケ部へ引き込もうとする。断られると翼手化して小夜に襲い掛かり、返り討ちに遭って死亡。翼手の姿は巨大な頭部を持ち、小夜を掴んで引っ叩く攻撃を多用する。
並河 ミチル（声：ひと美）
式東高校に通う女子高生。三年生の仲良し三人組の一人。編入したばかりの小夜を生意気だと難癖をつけ、リンチするべく屋上に呼び出す。三人とも正体は翼手。上半身だけが翼手化した改良種タイプであり、変異後も服がそのままとなっている。長岐、磯島共々小夜に切り伏せられ、式市で最初に結晶化した翼手となる。
長岐 曜子（声：嶋崎はるか）
式東高校に通う女子高生。三年生の仲良し三人組の一人。金髪でジャージを羽織った不良のような見た目で口も悪い。
磯島 さゆみ（声：雪野五月）
式東高校に通う女子高生。三年生の仲良し三人組の一人。
中井 隆博（声：花田光）
小夜が編入してきた学校の教頭。しかしその実態は福岡に暴行を受けて快感を覚えるというマゾヒスト。福岡の命令で小夜を殺すべく翼手化し、襲い掛かるも敗北して死亡する。頭部が長く、その体躯は作中でも最大クラス。股間には巨大な睾丸がある。

### 警察署
赤間 カヲル（声：皆川猿時）
正体不明の化物による事件の捜査を青山と共に担当している刑事。実は「赤い盾」の一員であり、青山が倒した翼手の回収も行う。態度は飄々としているが発言自体はシリアスであり、デヴィッドに対しても強い口調で意見する一幕もある。青山が秦を倒すと突如として裏切って彼を撃つが、それは島村が化けたものであり、その少し前に本物の赤間は島村に殺害されていた。
原木 稔（声：川原和久）
式ニュータウンの警察署に勤務する警部補。規律を重んじる一方で事件を解決することに並みならぬ執念があり、そのためなら手段を選ばない。本庁でも違法捜査No.1と知られており、その行動が祟って式市に左遷されてきた。化け物を追う青山に協力し、また、署長の平野には気を付けるように忠告する。
実は左遷によってプライドをズタズタに傷付けられた事から内心では不満が燻っており、その「翼をもがれた」状況から翼手という新たな翼を求めた結果、自身を含む式署の署員を翼手化させた。同時に若いエリートで出世が約束され、自由に趣味にも走れる平野へ激しい嫉妬を抱いており、翼手化した彼を殺害する。最後は身体の左半分のみが翼手化した状態で現れ、青山と交戦した末に警察署屋上のアンテナに貫かれ、そのまま青山に脳天を撃ち抜かれて倒された。赤間によると「警察の意志」であり、佐分利を止められないばかりか取り込まれた式署への制裁として無意識に動いたのではないかという。
平野 格（声：渋江譲二）
式ニュータウンの警察署の署長。しかし刑事らしからぬ恰好をしており、「ストーカー」を自称する掴み所の無い人物。青山の捜査に協力を申し出る。青山が佐分利エレクトロニクスに乗り込むと現れ、式署が全滅したと伝える。しかし青山と別れた後に翼手化し、狂喜の様相で青山に「殺し合いをしよう」と電話してきた最中に半翼手化した原木に殺された。初登場章の開始時にターゲットとして名前が表示されるが、実際に翼手化した状態で対峙する機会は無い。
桃山さん（声：浅野真澄）
式ニュータウンの警察署の交通課に勤務する婦警。気合の入っているときはミニスカの制服と白いブーツを着用。警察署に押収されている銃火器を青山に供給する。警察署襲撃時にはたまたま買い物で外出中だったために難を逃れる。結果として本作のオリジナルキャラクターの中では唯一の生存者となった。
紅
かつて青山のパートナーだった女刑事。3年前に翼手化した秦に殺害された。青山は現在も彼女の写真を携帯電話の待受画面に使っている。

### 佐分利エレクトロニクス
長沼（声：大林隆介）
佐分利エレクトロニクスに新設された事業部の研究員であり、市民を翼手化させていた張本人。青山に追い詰められるが、同時にスナイパーから狙われている事に気付く。研究の過程で偶然にもミューズを生み出し、それが「お得意様」のある組織に買い取られたと告げた途端にスナイパーに射殺される。
野月 長男（声：山西惇）
佐分利エレクトロニクス従業員。最近、新興住宅街に引っ越してきた。町内会長よりも人望があるが、佐分利の新薬を近所に勧めている。佐分利の恩恵から外れた地域の出で、企業都市故の差別を受け、家族に対する異常な執着を抱く。元より新興住宅街はそのような人間を集めてモルモットとする意図で作られたもので、住人が全員新薬の実験を受けている。結果、適合した実験体は野月だけであり、新家族だと思っていた隣人を失った後はより強大な翼手となって更なる新家族を求める。小夜の語る家族像をただの幻想、ファイナルなファンタジーと言い放ち、翼手化する。巨体に似合わず俊敏で、火炎弾も放つ。
山口 漣（声：山田義晴）
佐分利エレクトロニクスの守衛。正面入り口で部外者を追い返すのが仕事だが、やる気が感じられない。青山に飲み物を買ってくるように指示し、裏口の鍵をあからさまに残して休憩に行くが、案の定、青山がその鍵で敷地内に入ると翼手化して襲い掛かる。銃弾をも避ける素早さと飛び蹴りを駆使する。

### 原作からの登場人物
ハジ（声：小西克幸）
小夜のシュヴァリエ。翼手との戦闘時に刀を差し出すなど、小夜のサポートをする。翼手を掃討するために小夜や「赤い盾」のメンバーと共に、式にやってくる。戦闘中、特定の攻撃に対してタイミングよく×ボタンを押すと、ハジが攻撃を完全に防いでくれる「ハジガード」が発動する。
デヴィッド（声：小杉十郎太）
「赤い盾」のメンバー。小夜、ルイスに化物の出現場所を知らせるなど、指令を出す立場。赤間にも影から小夜のサポートをするように指示を出す。
ルイス（声：長嶝高士）
「赤い盾」のメンバー。翼手を掃討する小夜をサポートする。
宮城カイ（声：吉野裕行）
小夜の義兄。今作ではエンディングのみの登場。小夜が力尽きるとゲームオーバー画面で喋る。
宮城リク（声：矢島晶子）
小夜の義弟。今作ではエンディングのみの登場。小夜が力尽きるとゲームオーバー画面で喋ることもある。

### その他の登場人物
島村 耕一（声：郷田ほづみ）
式ニュータウンの橋の下で簡易テント生活をしている。一見、ホームレスのようだが本人によると定職には就いているという。式市を訪れた青山に聞き込みを受ける。
実は佐分利エレクトロニクスを裏から操り、式市で起きていた一連の事件の糸を引いていた黒幕。その正体はディーヴァのシュヴァリエの一人であり、本作のラストボス。戦闘時には巨大な成虫型の翼手になる。青山が秦を倒す前に赤間を殺害し、彼になりすまして青山を撃った。最後は青山と初めて会った河原で正体を表し、その力で彼に致命傷を負わせる。そこに駆け付けた小夜にも人間を虫けら扱いする態度を示して彼女の怒りを買い、交戦の末に倒される。敗北後は態度を翻して命乞いをするも、容赦無く刺し貫かれて結晶化・死亡した。
秦 一郎（声：花田光）
数年前、長沼の研究で最初に実験台にされ、青山の同僚の紅を殺害した張本人。その際に青山も半殺しにしている。佐分利エレクトロニクスに乗り込んだ青山と遭遇し、三度に渡って交戦した末に倒される。翼手化する前の顔はギャラリーモードの翼手図鑑で観られる。
宮尾 ツトム（声：山田義晴）
佐分利の元社員らしく、当人によれば会社に全てを捧げて来たとの事だが実験体にされており、青山の前で翼手化。交戦の末に戦闘不能になる。青山が式市で最初に遭遇した翼手。
井沢 隆士（声：飯田和敏）
佐分利エレクトロニクスの社員。村上、吉岡とは以前からつるんで悪さをしていた。3人組で特に血の気が多く、小夜に対しても真っ先に戦いを挑んだが、3人組で最初に倒される結果となった。翼手化した後も、最近習い出したというボクシングを駆使して戦う。
吉岡 顕二（声：保志総一朗）
佐分利エレクトロニクスの社員であり、井沢や村上とつるんでいる町の不良。井沢、村上と共に池川の従者であり、彼女と当時交際していた男性を殺害して少年院に送致されていた過去を持つ（依頼者は池川本人）。池川邸で青山と交戦し、敗北。処分するべく「赤い盾」に引き渡された。
村上 潤三（声：平田広明）
井沢や吉岡とつるんでいる町の不良。池川のみを崇拝していたが、小夜との初遭遇時に一目惚れし、ハジの代わりへと立候補するほどの態度を見せた。しかし小夜が無言で拒否したことで諦めて戦いを決意し、翼手化。敗北して死亡する。
池川 忍（声：井上麻里奈）
子供と共に団地に暮らす白髪の女性。夫については言及は無い。佐分利の薬害実験の被験者であり、子供も含めて翼手化している。普段から子供を虐待しており、小夜を誘き出すために実の子供すら囮に利用した。その所業に激怒した小夜に倒されて結晶化・死亡する。翼手化した姿は人間体を留めておらず、飛行も可能とする。
翼手化する以前から傍若無人な悪女であり、式署の幹部だった父の権力を笠に私欲の限りを尽くしていた。服従していた井沢、吉岡、村上に命じて自分の交際相手を殺させたのも、ただの退屈しのぎであった（事件自体も父の権力で揉み消した）。薬害実験は、そのような暴虐ぶりを疎んじた父によって佐分利に差し出された結果である。倒されて結晶化すると、まるで迎えに行くように息子の結晶の元へ流れていき、そのまま混ざり合って空に昇って行ったが小夜には「何なのよ今更。生きている時にどうして優しくできないの」と嘆かれた。
池川の子供（声：三瓶由布子）
団地に住む池川の5歳の息子。母に虐待されており、名前すら付けられていない。一人ぼっちで家にいることを寂しがっており、その境遇を哀れんだ小夜に抱きしめられるが既に翼手化しており、小夜に母性を求めて彼女を吸血してしまったことで結晶化・死亡した。
北崎（声：長嶝高士）
福岡の「彼氏」の一人。福岡の目の前で急に蹲り、そのまま翼手と化したらしい。送電塔で小夜に襲い掛かり、目潰しに弱いという弱点を突かれて倒される。翼手化する前の顔はギャラリーモードの翼手図鑑で観られる。
木林 広吉（声：西前忠久）
福岡の「彼氏」の一人。ヒロくんと呼ばれている。元暴走族のヘッドであり、翼手化してからもコンビニの前でしゃがみ込んでタバコを吹かしている。巨体を生かしたパワフルな戦い方をするが、バイクへの執着は健在でバイクを破壊されると落ち込んで隙を晒す。翼手化する前の顔はギャラリーモードの翼手図鑑で観られる。
久志田 史也（声：西前忠久）
福岡を「ツバサさん」と呼んで服従しており、福岡の家で食事の支度をしている。常時フルフェイスメットを被っているが、それは福岡以外を視界から遮断するためだという。実は翼手としての姿は二つあり、一つは天井に張り付いているがメットを破壊しなければ見えない。
杵淵 勝好（声：中井和哉）
福岡が本命とする「彼氏」。ボビーと呼ばれている。危機的状況でありながら福岡は小夜に強引に紹介するが、小夜を見た途端に正体に気付いて興奮し、翼手化する。変異時には何故か巨大化しており、崩れた高層マンションから福岡は転落する。戦闘では高所の壁に貼り付いてから急降下して攻撃する。
ミューズ
長沼が改変したデルタ67を女性に投与することで生み出した、ディーヴァに酷似した存在。オープニングムービーで輸送中のトラックが事故を起こし、そのまま川に転落する。

## 用語
翼手
人間にデルタ67を投与することによって生まれる怪物。小夜の血が体内に入ると体が結晶化し、崩れてしまう。
式市の翼手は佐分利エレクトロニクスがデルタ67を改変して独自に研究開発を行い、それによって変異させられたものであり、沖縄で小夜が遭遇した翼手とは異なる性質を持つ。いずれも人間の頃の原型を全く留めていない。デヴィッド曰く「不完全な翼手」であり、個体差が大きく能力差も激しい。よほど強力な個体でなければ重火器で瀕死に追い込むことも可能であり、普通の人間である青山でも戦闘で勝てるようになっている。いずれも大なり小なり心に暗部を抱えており、救いを求めて翼手となった者も少なくないが、翼手化によってその暗部は狂気を帯びるようになっている。
佐分利エレクトロニクス
式市の財政を支え、牛耳る巨大企業。母体は半導体事業。ニュータウンの住人の7割が関係者であり、警察ですら頭が上がらない。前年に新規の事業部が立ち上がったがその内容は不明で、しかしエース級の従業員が配属され、収益も隠蔽されている。「赤い盾」はこれを翼手関連であると睨み、赤間を通じて青山に捜査させている。新事業の実態は翼手の研究であり、薬害実験で多くの市民を汚染している。